# Sandersellus peniculus
Sandersellus peniculus är en insektsart som beskrevs av Nielson 1975. Sandersellus peniculus ingår i släktet Sandersellus och familjen dvärgstritar. Inga underarter finns listade i Catalogue of Life.